# Kanton Rochefort-Nord
Der Kanton Rochefort-Nord war bis 2015 ein französischer Wahlkreis im Département Charente-Maritime und in der damaligen Region Poitou-Charentes. Er umfasste sieben Gemeinden (darunter die Île-d’Aix) und die nördlichen Teile der Stadt Rochefort im Arrondissement Rochefort. Die landesweiten Änderungen in der Zusammensetzung der Kantone brachten im März 2015 seine Auflösung. Vertreterin im conseil général des Départements war zuletzt für die Jahre 2011–2015 Sylvie Marcilly.

## Gemeinden
In der nachfolgenden Tabelle ist für alle Orte jeweils die gesamte Einwohnerzahl angegeben.
| Gemeinde                 | Einwohner Jahr | Fläche km² | Bevölkerungsdichte | Postleitzahl | Code INSEE |
| ------------------------ | -------------- | ---------- | ------------------ | ------------ | ---------- |
| Breuil-Magné             | 1672 (2013)    | –          | – Einw./km²        | 17870        | 17065      |
| Fouras                   | 4048 (2013)    | –          | – Einw./km²        | 17450        | 17168      |
| Île-d’Aix                | 245 (2013)     | –          | – Einw./km²        | 17123        | 17004      |
| Loire-les-Marais         | 358 (2013)     | –          | – Einw./km²        | 17870        | 17205      |
| Rochefort                | 24761 (2013)   | –          | – Einw./km²        | 17300        | 17299      |
| Saint-Laurent-de-la-Prée | 1980 (2013)    | –          | – Einw./km²        | 17450        | 17353      |
| Vergeroux                | 1073 (2013)    | –          | – Einw./km²        | 17300        | 17463      |
| Yves                     | 1464 (2013)    | –          | – Einw./km²        | 17340        | 17483      |